# Sathaporn Daengsee
Sathaporn Daengsee (tiếng Thái: สถาพร แดงสี, sinh ngày 13 tháng 5 năm 1988), là một cầu thủ bóng đá người Thái Lan thi đấu ở vị trí hậu vệ trái cho câu lạc bộ Giải bóng đá Ngoại hạng Thái Lan Muangthong United.

## Danh hiệu

### Câu lạc bộ
Buriram United
- Cúp Hoàng gia Kor
  -  Vô địch (1): 2016